# Gruvi
Gruvi era um formato de cartão de memória de curta duração compatível com microSD desenvolvido pela SanDisk em 2006. Ele usou a tecnologia de cartão TrustedFlash da empresa, que funcionava como o cartão SD convencional, mas podia ser estendido para conteúdo sob demanda. Os cartões destinavam-se à distribuição de música e vídeos e tinham uma variedade de recursos especiais de gerenciamento de direitos digitais, incluindo a capacidade de pré-carregar conteúdo que poderia ser 'desbloqueado' posteriormente. O objetivo anunciado foi a substituição dos CDs, que se destacou pelo envolvimento da editora musical EMI no lançamento do produto. Os pequenos cartões apresentavam uma foto do artista cuja música foi pré-carregada. Eles eram compatíveis com telefones celulares, te computadores laptop. Apenas um punhado de cartões Gruvi foram lançados, um deles foi o álbum A Bigger Bang dos Rolling Stones.

## SlotMusic
A SanDisk repetiu sua tentativa de um formato de distribuição de música baseado em mídia flash em 2008, com a introdução do SlotMusic, desta vez sem DRM. Os cartões foram vendidos com músicas publicadas pelas principais gravadoras EMI, Sony BMG, Warner e Universal.